# Viagra (album)
Pour les articles homonymes, voir Viagra.
 (avril 2024).
Si vous disposez d'ouvrages ou d'articles de référence ou si vous connaissez des sites web de qualité traitant du thème abordé ici, merci de compléter l'article en donnant les références utiles à sa vérifiabilité et en les liant à la section « Notes et références ».
Albums de Quartier Latin Académia
Sanction
(1999) Quatre coins Kandala
(2003)
Viagra est le second album du groupe de musique congolais Académia, sorti en 2001. 
Grâce à cet album, le groupe remporte le prix du Meilleur groupe africain au  Kora Awards de la même année.

## Liste des titres
| No  | Titre       | Auteur                                         | Durée |
| --- | ----------- | ---------------------------------------------- | ----- |
| 1.  | Viagra      | Academia                                       | 08:35 |
| 2.  | Colation    | Sam Tshintu Lokonga                            | 09:09 |
| 3.  | Ezala Zala  | Beniko Popolipo Zanguilu Makiadi               | 07:51 |
| 4.  | Love Story  | Suzuki Luzubu/Somono Dolce Parabolique         | 09:05 |
| 5.  | Reflexion   | Sam Tshintu Lokonga                            | 07:36 |
| 6.  | Jules Bavon | Modogo Balongana                               | 07:55 |
| 7.  | Certitude   | Modogo Balongana                               | 07:24 |
| 8.  | Somunkiriye | Lebou Kabuya Lisaloko Djon                     | 06:00 |
| 9.  | Kimpwaka    | Sam Tshintu Lokonga                            | 08:17 |
| 10. | Vagues      | Pathy Kaja                                     | 09:29 |
| 11. | Tres Fort   | Mbochi Bola                                    | 07:45 |
| 12. | Chico       | Somono Dolce Parabolique/Sam Tshintu Lokonga   | 07:19 |
| 13. | Zabalumbu   | Sam Tshintu Lokonga/Lebou Kabuya Lisaloko Djon | 06:59 |

## Participants
[Chanteurs]
- Sam Tshintu
- Modogo Abarambwa
- Suzuki Luzubu
- Tonton Lay Evoloko
- Abel Benz
- Eric Menthe
- Mustapha Gianfranco

- [Animateurs]

- Dolce Parabolique Somono
- Mbochi Lipasa

- [Guitaristes]

- Lebou Kabuya
- Beniko Popolipo
- Pitchou Concorde
- Blaise Belo Musikasika

- [Bassistes]

- Pathy Bass
- Clovis Silawuka Bass

- [Batteurs]

- Tchétché De Balle
- Djoudjou Music

- [Percussionniste]

- Charly Mbonda[2]

- [Synthétiseur]

- Éric Bamba